# Biton adamanteus
Espèce
Biton adamanteus est une espèce de solifuges de la famille des Daesiidae.

## Distribution
Cette espèce se rencontre en Afrique du Sud et en Namibie.

## Liste des sous-espèces
Selon Solifuges of the World (version 1.0) :
- Biton adamanteus adamanteus Lawrence, 1968
- Biton adamanteus polytricha Lawrence, 1972

## Publications originales
- Lawrence, 1968 : A contribution to the solifugid fauna of southern Africa (Arachnida). Annals of the Transvaal Museum, vol. 26, no 3, p. 53-77.
- Lawrence, 1972 : New psammophilous Solifugae, chiefly from desert regions of the Kalahari and South West Africa. Madoqua, sér. 22, vol. 1, p. 97-116.